# Helina calyptrata
Helina calyptrata este o specie de muște din genul Helina, familia Muscidae, descrisă de Malloch în anul 1924. Conform Catalogue of Life specia Helina calyptrata nu are subspecii cunoscute.